# Шпеталь-Ґурни
Шпеталь-Ґурни (пол. Szpetal Górny) — село в Польщі, у гміні Фабянки Влоцлавського повіту Куявсько-Поморського воєводства.
Населення — 2110 осіб (2011).
У 1975-1998 роках село належало до Влоцлавського воєводства.

## Демографія
Демографічна структура станом на 31 березня 2011 року:
|          | Загалом | Допрацездатний вік | Працездатний вік | Постпрацездатний вік |
| -------- | ------- | ------------------ | ---------------- | -------------------- |
| Чоловіки | 1051    | 233                | 746              | 72                   |
| Жінки    | 1059    | 216                | 666              | 177                  |
| Разом    | 2110    | 449                | 1412             | 249                  |